# Roseanne Liang
Roseanne Liang est une réalisatrice néo-zélandaise.

## Biographie
Né de parents hongkongais, Roseanne Liang a étudié l'informatique à l'Université d'Auckland. Elle y a obtenu un Masters in Creative and Performing Arts en 2003.

## Filmographie

### Cinéma
- 2005 : Rest Stop, court métrage
- 2005 : Banana in a Nutshell, court métrage documentaire
- 2008 : Take 3, court métrage
- 2011 : My Wedding and Other Secrets
- 2015 : Sugar Hit, court métrage (coréalisé avec Olivia Tennet)
- 2017 : Do No Harm, court métrage
- 2020 : Shadow in the Cloud

### Télévision
- 2008 : A Thousand Apologies, série de sketchs
- 2021 : Creamerie, série télévisée

### Internet
- 2013 : Flat3, websérie
- 2016 : Friday Night Bites, websérie
- 2017 : Unboxed, websérie